# Wieńczysław Nowacki
Wieńczysław Jacek Nowacki (ur. 2 października 1951 w Śremie) – polski rolnik, działacz opozycji w okresie PRL.

## Życiorys
W 1969 został absolwentem Technikum Łączności w Poznaniu. W III RP ukończył studia na Wydziale Nauk Społecznych Katolickiego Uniwersytetu Lubelskiego.
Zajął się pracą w rolnictwie (od 1973 w Bieszczadach). Od 1974 brał udział w spotkaniach dyskusyjnych na terenie Poznania, w czasie jednego z nich został pobity przez funkcjonariuszy Milicji Obywatelskiej. W 1977 po raz pierwszy tymczasowo aresztowany z przyczyn politycznych na okres kilku tygodni. W 1980 zaangażował się w organizację rolniczej „Solidarności”. Brał udział w organizowaniu trwającego kilkadziesiąt dni strajku zapoczątkowanego w Ustrzykach Dolnych, był następnie sygnatariuszem porozumień rzeszowsko-ustrzyckich. Po wprowadzeniu stanu wojennego został internowany. Po zwolnieniu należał do przywódców Ogólnopolskiego Komitetu Oporu Rolników (OKOR). W grudniu 1983 tymczasowo aresztowany, zwolniono go w styczniu 1984 po głodówce, w trakcie której był przymusowo dokarmiany. Ponownie zatrzymany i tymczasowo aresztowany w październiku 1985 na okres około miesiąca. W lipcu 1986 został skazany na karę pozbawienia wolności z warunkowym zawieszeniem jej wykonania za organizowanie akcji bojkotu wyborów. W 1987 organizował Niezależny Ruch Ludowy „S”. W czerwcu 1987 funkcjonariusze WUSW z Poznania włamali się do jego domu w Robakowie. W lutym 1988 został porwany i dotkliwie pobity przez funkcjonariuszy Milicji Obywatelskiej z Kórnika, a następnie przewieziony do siedziby WUSW w Poznaniu na przesłuchanie. Do 1989 zajmował się wydawaniem pism drugiego obiegu.
Po przemianach politycznych działał w PSL „Solidarność”, przemianowanym następnie na Stronnictwo Ludowo-Chrześcijańskie. Na początku lat 90. był radnym Kórnika. W 2005 został jednym z liderów Stronnictwa Ludowego „Ojcowizna”. Bez powodzenia parokrotnie kandydował do parlamentu, m.in. do Senatu w 2011.

## Odznaczenia
Odznaczony Krzyżem Komandorskim Orderu Odrodzenia Polski (2009) oraz Krzyżem Wolności i Solidarności (2016).